# Din godhet rätt att lova
Din godhet rätt att lova är en gammal nyårspsalm i åtta verser av Haquin Spegel från 1686. Psalmen bearbetades av Johan Olof Wallin 1816 och bestod även 1937 av åtta verser.
Inledningsorden i 1695 års psalmbok är:
Tin godhet wele wij lofwa
O HErre JEsu kär
Enligt 1697 års koralbok används melodin också till psalmen Från Gud vill jag ej vika (nr 283), Gudz godhet skole wij prisa (nr 138), Vad gott kan jag dock göra (nr 261), Vad sörjer du så svåra (nr 267), Jagh kommer för tigh, Herre (nr 320) och Nu är en dag framliden (nr 369) vars melodi (F-moll, 2/2) är från Lyon 1557 troligen nedtecknad i Erfurt först 1572 enligt Den svenska psalmboken 1986.

## Publicerad som
- Nr 135 i 1695 års psalmbok under rubriken "Ny-Åhrs Psalmer".
- Nr 410 i 1819 års psalmbok under rubriken "Med avseende på särskilda personer, tider och omständigheter: Årets början och slut: Nyårspsalmer".
- Nr 464 i 1937 års psalmbok under rubriken "Årsskifte".